# Tervasaari (ö i Birkaland, Tammerfors, lat 61,61, long 23,84)
Tervasaari är en ö i Finland. Den ligger i sjön Näsijärvi och i kommunen Tammerfors i den ekonomiska regionen Tammerfors och landskapet Birkaland, i den södra delen av landet, 170 km norr om huvudstaden Helsingfors. Öns area är 5,9 hektar och dess största längd är 400 meter i nord-sydlig riktning.